# August Eigruber
August Eigruber (Steyr, Austria; 16 de abril de 1907 - Landsberg am Lech, 28 de mayo de 1947) fue un técnico siderúrgico,  militar austríaco,  Obergruppenführer de las SS y Gauleiter del Alto Danubio, durante la Segunda Guerra Mundial.

## Biografía
August Eigruber nació en Steyr,  Austria, durante su juventud estudió las técnicas de la siderurgia especializándose en hierro.
Tempranamente  a los 15 años, en 1922 se unió al Partido Nacional Socialista de Austria y para 1925 ya era el líder juvenil de esa agrupación.  
En 1928 se unió al NSDAP y cuando este partido fue prohibido en Austria pasó a la clandestinidad siendo encarcelado varias veces por su militancia activa.  En 1935, forma parte del nuevo Gau o distrito austríaco y para 1936 asume como un pseudo Gauleiter.
Terminado el Anschluss en 1938, Eigruber tuvo un meteórico ascenso en el nazismo, primeramente se unió a las SA y se le confirió el grado de Landeshauptmann,  seguidamente ese año se unió a las SS y se le otorgó el grado de Brigadeführer pasando a fines de 1938 como Standartenführer. 

### Gauleiter del Oberdonau

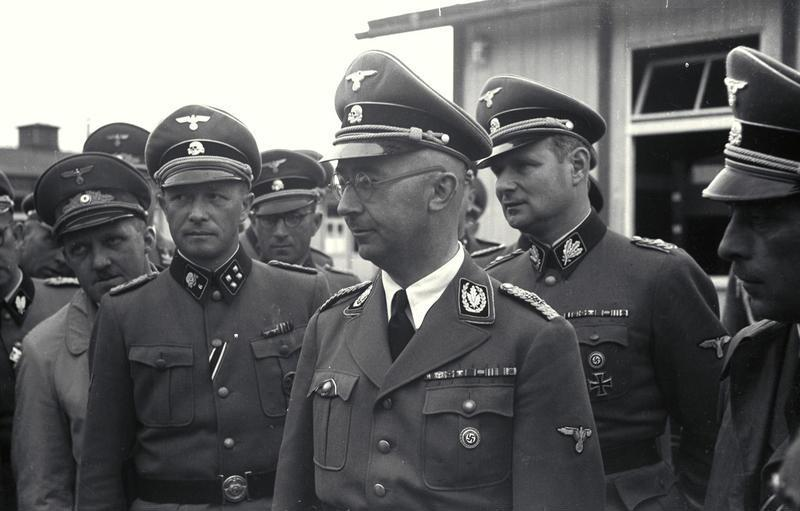
August Eigruber (con abrigo) detrás de Franz Ziereis durante una visita de Himmler a Mauthausen en 1941.

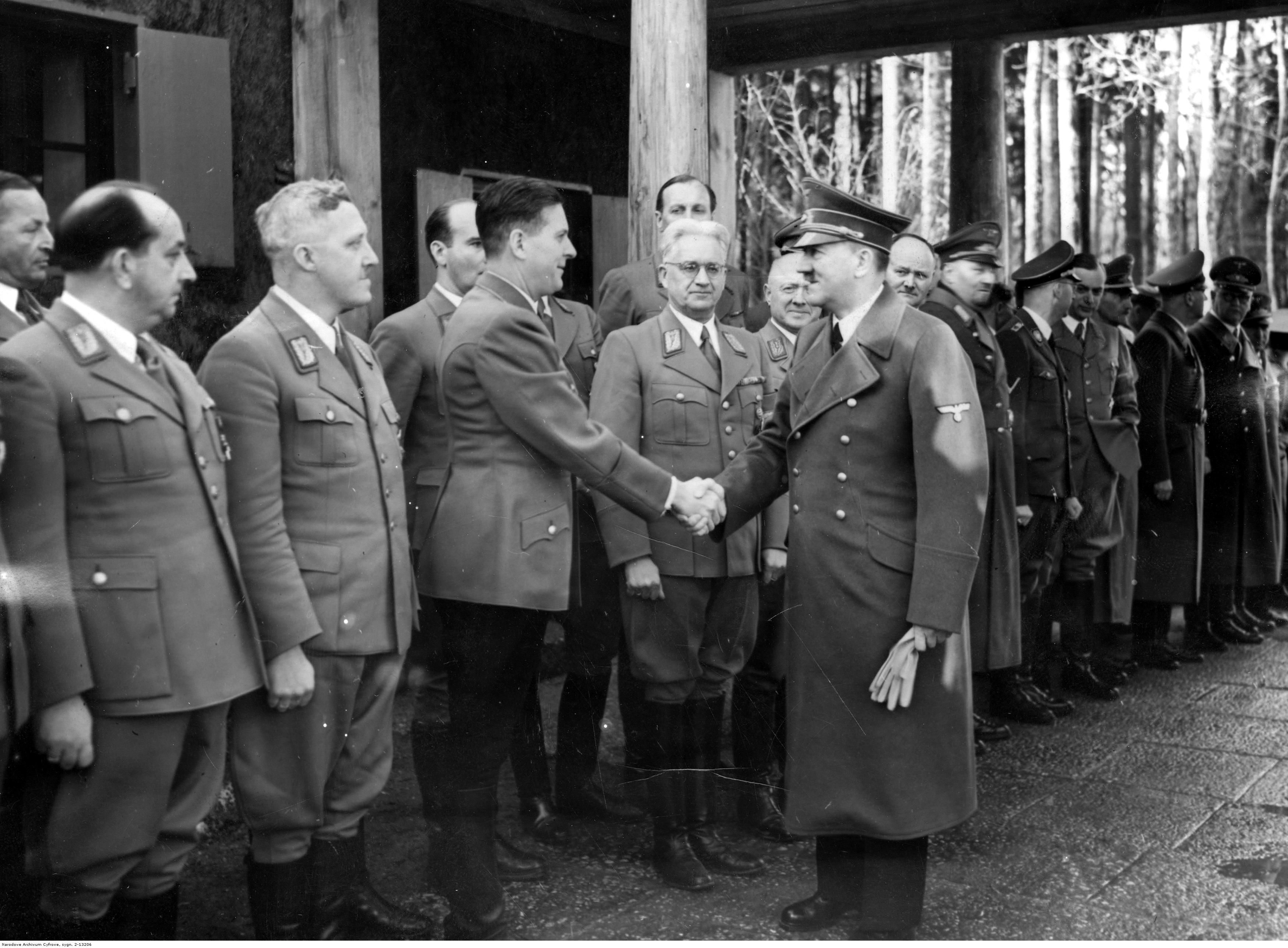
Eigruber (segundo de izquierda a derecha) en una visita de Hitler a los Gauleiters en su cuartel (1943)

En 1940 es confirmado como Oberdonau-Reichstatthalter o gobernador plenipotenciario del Alto Danubio, bajo su gobernatura tuvo a cargo la jurisdicción administrativa del campo de concentración de Mauthausen dirigido por Albert Sauer y luego  Franz Ziereis y todos los subcampos satélites de trabajos forzados y manufacturas de prisioneros-esclavos de Gusen.  Eigruber alquiló el Castillo de Hartheim para ser usado como instalación de experimentos y exterminio por gaseamiento de enfermos mentales, prisioneros esclavos y discapacitados físicos, se incluyeron además prisioneros de guerra de distintas nacionalidades, principalmente españoles.
Durante los bombardeos aliados a la región, Eigruber prometió distribuir alimentos básicos para la población y los campos, pero los transportes fueron bombardeados y muchos prisioneros murieron de hambre. Eigruber emulando la retórica de Hitler animó con encendidos discursos a la población del Danubio a ofrecer una dura resistencia contra las fuerzas invasoras.

### Final
August Eigruber fue capturado por las fuerzas norteamericanas en Salzkammergut en mayo de 1945, fue interrogado para ser llevado como prisionero destacado a los Juicios de Núremberg; pero mantuvo un estoico y hermético silencio y demostró tener una gran fortaleza mental, resistiendo los más duros interrogatorios.  Hubo de ser llevado a Washington D.C, EE.UU para ser interrogado por especialistas del caso. Finalmente cedió a los interrogatorios donde solo reconoció el arrendamiento del 
Castillo de Hartheim y el haber asistido en calidad de visitante a una ejecución en abril de 1945, la confesión fue usada en contra y fue incluido como el acusado N.º 13 en los Juicios de Dachau en abril de 1946 ante un tribunal militar.   
William Denson, uno de los más implacables fiscales militares de los Estados Unidos en dichos juicios declaró acerca de Eigruber:

-"Eigruber ha sido uno de los acusados más arrogantes con los que me he encontrado, hubo de ser torturado y humillado para extraer su confesión"-

Eigruber fue condenado a muerte por su responsabilidad sobre los campos de concentración de Mauthausen y sus satélites en Gusen y fue ejecutado en la prisión de Landsberg am Lech, el 28 de mayo de 1947.